# بيغ ميك
بيغ ميك (بالإنجليزية: Mick Hughes)‏ هو مهندس ومهندس الصوت بريطاني، ولد في 1960 في برمنغهام في المملكة المتحدة.